# 胡海峰
胡海峰（1972年11月6日—）男，汉族，中華人民共和國政治人物。江苏省泰縣（今属泰州市）人，祖籍安徽绩溪，生于甘肃。前中共中央总书记胡锦涛之子，胡海清之兄。1995年5月加入中国共产党，1998年5月参加工作，研究生学历，北京交通大学本科毕业，清华大学EMBA硕士毕业。曾任嘉兴市人民政府市长、中共丽水市委书记，现任中華人民共和國民政部黨組成員、副部长。

## 经历

### 早年
胡海峰本科就读于北方交通大学（现北京交通大学）计算机与科学技术系，研究生就读于清华大学工程物理系核电子学与核探测技术专业，是清华大学经济管理学院第一届EMBA毕业生。清华公共管理学院2008级博士研究生，2013年7月毕业。
曾经在中粮集团任职，也曾担任同方威视技术股份有限公司总经理，2008年1月晋升为母公司清华控股有限公司党委书记。2009年10月，任清华大学副秘书长。2010年4月，任浙江清华长三角研究院党委书记（任党委书记时并未拿到博士学位，成为清华历史上第一位上任时未持有博士学位的学院领导。

### 从政
2013年5月，在胡锦涛卸任党和国家领导人退休后，胡海峰进入政界，任中共浙江省嘉兴市委副书记。2014年3月，兼任中共嘉兴市委政法委书记和嘉兴市委党校校长。2016年1月，任嘉兴市副市长、3月任代市长。2017年4月，连任嘉兴市市长。2018年2月24日，当选为第十三届全国人大代表。2018年7月2日，升任中共丽水市委书记。2022年6月22日，当选为中国共产党第二十次全国代表大会代表。
2024年1月16日，任中华人民共和国民政部副部长，晋升副部级。

## 事件
根據維基解密，在2006年胡海峰曾经被暗殺未遂。
2009年7月，英國和非洲媒體分別報導，胡海峰曾担任董事長的清華同方集團威視公司，在非洲國家納米比亞為了取得機場港口掃描設備的合同涉嫌行賄，金額高達1320萬美元，有三人已被拘禁，接受該國反貪機構調查。事件發生後，胡海峰的名字成為大陸的各網絡搜索引擎的敏感詞，不予显示相关结果。该案件最终在2019年进行判决，涉案三人均无罪释放。
2022年10月，胡锦涛二十大离场事件发生后，中国官方启动维稳行动，新浪微博全面封杀胡锦涛与身为中共二十大代表胡海峰的相关讨论。

## 家庭
- 父亲：胡锦涛（1942年12月21日－），中國共產黨第十六屆、十七屆中央委員會總書記，中華人民共和國第四代領導人。
- 母亲：刘永清（1940年10月3日－）。
- 胞妹：胡海清（1973年12月－）。
  - 妹夫：茅道临（1963年1月10日－），曾任新浪网CEO。

## 外部連結
- 胡锦涛之子胡海峰执掌清华控股 为人相当低调 - 英中网讯
- 威视股份网站 （页面存档备份，存于）